# Први Б разред Београдског подсавеза у фудбалу 1957/58.
I/Б разред подсавеза Београда у сезони 1957/1958. бројао је 14 клубова. Виши степен такмичења је Подсавезна лига Београда, а нижи II разред подсавеза Београда.
Захваљујући својим пласманима на крају сезоне 1957/1958.  следећи клубови су променили ранг такмичења:
- Синђелић из Београда као првопласирани тим I/Б-e разреда Београдског подсавеза прешао је  у Подсавезну лигу Београда.
- Палилулац из Београда и Сутјеска из Београда  као најлошије пласирани тимови I/Б-e разреда Београдског подсавеза такмичење настављају  у II разреду подсавеза Београда.

## Клубови и дресови
Новине "Београдски футбал" службени орган фудбалског подсавеза града Београда, 17. јули 1957. година
| 1. Синђелић, · Београд  | 2. Поштар, · Београд        | 3. ИМТ, · Нови Београд  | 4. Нови Београд, · Нови Београд | 5. 21. Мај, · Кнежевац | 6. Млади Пролетер, · Београд | 7. Шећеранац, · Београд |
| 8. Палилулац, · Београд | 9. Бродоградитељ, · Београд | 10. Сутјеска, · Београд | 11. Конструктор ·               | 12. Дијамант, · Земун  | 13. Дрводељац, · Забрежје    |                         |

## Резултати по колима
| 1. коло, 1. септембра 1957. | 1. коло, 1. септембра 1957. |
| --------------------------- | --------------------------- |
| Синђелић — Конструктор      | 0:1                         |
| ИТМ — Шећеранац             | 2:2                         |
| 21. мај — Дрводељац         | 1:3                         |
| Млади пролетер — Дијамант   | 0:2                         |
| Нови Београд — Палилулац    | 2:2                         |
| Бродоградитељ — Сутјеска    | 1:2                         |
| Поштар слободан             |                             |

| 2. коло, 8. септембра 1957. | 2. коло, 8. септембра 1957. |
| --------------------------- | --------------------------- |
| Палилулац — Бродоградитељ   | 1:7                         |
| Дијамант — Нови Београд     | 3:1                         |
| Дрводељац — Млади Пролетер  | 1:3                         |
| Шећеранац — 21. Мај         | 2:1                         |
| Конструктор — ИТМ           | 4:0                         |
| Поштар — Синђелић           | 1:4                         |
| Сутјеска слободна           |                             |

| 3. коло, 15. септембра 1957. | 3. коло, 15. септембра 1957. |
| ---------------------------- | ---------------------------- |
| ИТМ — Поштар                 | 2:2                          |
| 21. Мај — Конструктор        | 1:2                          |
| Млади пролетер — Шећеранац   | 3:1                          |
| Нови Београд — Дрводељац     | 0:2                          |
| Бродоградитељ — Дијамант     | 4:1                          |
| Сутјеска — Палилулац         | 1:4                          |
| Синђелић слободан            |                              |

| 4. коло, 22. септембра 1957. | 4. коло, 22. септембра 1957. |
| ---------------------------- | ---------------------------- |
| Дијамант — Сутјеска          | 0:2                          |
| Дрводељац — Бродоградитељ    | 3:2                          |
| Шећеранац — Нови Београд     | 0:5                          |
| Конструктор — Млади Пролетер | 0:1                          |
| Поштар — 21. Мај             | 1:0                          |
| Синђелић — ИТМ               | 4:1                          |
| Палилулац слободан           |                              |

| 5. коло, 29. септембра 1957. | 5. коло, 29. септембра 1957. |
| ---------------------------- | ---------------------------- |
| 21. Мај — Синђелић           | 0:3                          |
| Млади пролетер — Поштар      | 0:3                          |
| Нови Београд — Конструктор   | 1:6                          |
| Бродоградитељ — Шећеранац    | 0:0                          |
| Сутјеска — Дрводељац         | 0:1                          |
| Палилулац — Дијамант         | 1:2                          |
| ИТМ слободан                 |                              |

| 6. коло, 6. октобар 1957.   | 6. коло, 6. октобар 1957. |
| --------------------------- | ------------------------- |
| Дрводељац — Палилулац       | 4:5                       |
| Шећеранац — Сутјеска        | 3:0                       |
| Конструктор — Бродоградитељ | 2:1                       |
| Нови Београд — Поштар       | 1:0                       |
| Синђелић — Млади пролетер   | 0:0                       |
| ИТМ — 21. Мај               | 3:2                       |
| Дијамант слободан           |                           |

| 7. коло, 13. октобар 1957. | 7. коло, 13. октобар 1957. |
| -------------------------- | -------------------------- |
| Млади пролетер — ИТМ       | 0:1                        |
| Нови Београд — Синђелић    | 0:2                        |
| Бродоградитељ — Поштар     | 3:1                        |
| Сутјеска — Конструктор     | 2:2                        |
| Палилулац — Шећеранац      | 1:2                        |
| Дијамант — Дрводељац       | 4:1                        |
| 21. Мај слободан           |                            |

| 8. коло, 20. октобар 1957. | 8. коло, 20. октобар 1957. |
| -------------------------- | -------------------------- |
| Шећеранац — Дијамант       | 1:2                        |
| Конструктор — Палилулац    | 2:1                        |
| Поштар — Сутјеска          | 0:2                        |
| Синђелић — Бродоградитељ   | 1:1                        |
| ИТМ — Нови Београд         | 3:3                        |
| 21. Мај — Млади пролетер   | 0:1                        |
| Дрводељац слободан         |                            |

| 9. коло, 27. октобар 1957. | 9. коло, 27. октобар 1957. |
| -------------------------- | -------------------------- |
| Нови Београд — 21. Мај     | 2:4                        |
| Бродоградитељ — ИТМ        | 2:7                        |
| Сутјеска — Синђелић        | 1:2                        |
| Палилулац — Поштар         | 0:3                        |
| Дијамант — Конструктор     | 2:2                        |
| Дрводељац — Шећеранац      | 1:3                        |
| Млади пролетер слободан    |                            |

| 10. коло, 3. новембар 1957.   | 10. коло, 3. новембар 1957. |
| ----------------------------- | --------------------------- |
| Конструктор — Дрводељац       | 2:1                         |
| Поштар — Дијамант             | 2:3                         |
| Синђелић — Палилулац          | 5:1                         |
| ИТМ — Сутјеска                | 2:0                         |
| 21. Мај — Бродоградитељ       | 4:2                         |
| Млади пролетер — Нови Београд | 6:4                         |
| Шећеранац слпбодан            |                             |

| 11. коло, 10. новембар 1957.   | 11. коло, 10. новембар 1957. |
| ------------------------------ | ---------------------------- |
| Бродоградитељ — Млади пролетер | 4:5                          |
| Сутјеска — 21. Мај             | 0:1                          |
| Палилулац — ИТМ                | 4:3                          |
| Дијамант — Синђелић            | 3:4                          |
| Дрводељац — Поштар             | 2:2                          |
| Шећеранац — Конструктор        | 1:6                          |
| Нови Београд слободан          |                              |

| 12. коло, 17. новембар 1957. | 12. коло, 17. новембар 1957. |
| ---------------------------- | ---------------------------- |
| Поштар — Шећеранац           | 3:0                          |
| Синђелић — Дрводељац         | 4:0                          |
| ИТМ — Дијамант               | 0:4                          |
| 21. Мај — Палилулац          | 3:3                          |
| Млади пролетер — Сутјеска    | 3:2                          |
| Нови Београд — Бродоградитељ | 5:1                          |
| Конструктор слободан         |                              |

| 13. коло, 24. новембар 1957. | 13. коло, 24. новембар 1957. |
| ---------------------------- | ---------------------------- |
| Сутјеска — Нови Београд      | 1:10                         |
| Палилулац — Млади пролетер   | 4:2                          |
| Дијамант — 21. Мај           | 2:3                          |
| Дрводељац — ИТМ              | 1:1                          |
| Шећеранац — Синђелић         | 0:2                          |
| Конструктор — Поштар         | 0:1                          |
| Бродоградитељ слободан       |                              |

| 14. коло, 2. марта 1958.  | 14. коло, 2. марта 1958. |
| ------------------------- | ------------------------ |
| Конструктор — Синђелић    | 4:2                      |
| Шећеранац — ИТМ           | 1:4                      |
| Дрводељац — 21. Мај       | 0:3                      |
| Дијамант — Млади пролетер | 0:1                      |
| Палилулац — Нови Београд  | 1:2                      |
| Сутјеска — Бродоградитељ  | 0:1                      |
| Поштар слободан           |                          |

| 15. коло, 9. март 1958.    | 15. коло, 9. март 1958. |
| -------------------------- | ----------------------- |
| Бродоградитељ — Палилулац  | 0:2                     |
| Нови Београд — Дијамант    | 1:2                     |
| Млади пролетер — Дрводељац | 2:0                     |
| 21. Мај — Шећеранац        | 3:3                     |
| ИТМ — Конструктор          | 1:2                     |
| Синђелић — Поштар          | 3:1                     |
| Сутјеска слободна          |                         |

| 16. коло, 16. марта 1958.  | 16. коло, 16. марта 1958. |
| -------------------------- | ------------------------- |
| Поштар — ИТМ               | 1:2                       |
| Конструктор — 21. Мај      | 1:2                       |
| Шећеранац — Млади пролетер | 2:0                       |
| Дрводељац — Нови Београд   | 0:2                       |
| Дијамант — Бродоградитељ   | 2:3                       |
| Палилулац — Сутјеска       | 2:1                       |
| Синђелић слободан          |                           |

| 17. коло, 23. марта 1958.    | 17. коло, 23. марта 1958. |
| ---------------------------- | ------------------------- |
| Сутјеска — Дијамант          | 1:1                       |
| Бродоградитељ — Дрводељац    | 3:3                       |
| Нови Београд — Шећеранац     | 0:5                       |
| Млади пролетер — Конструктор | 1:2                       |
| 21. Мај — Поштар             | 1:0                       |
| ИТМ — Синђелић               | 1:3                       |
| Палилулац слободан           |                           |

| 18. коло, 30. марта 1958.  | 18. коло, 30. марта 1958. |
| -------------------------- | ------------------------- |
| Синђелић — 21. Мај         | 1:0                       |
| Поштар — Млади пролетер    | 2:2                       |
| Конструктор — Нови Београд | 1:1                       |
| Шећеранац — Бродоградитељ  | 1:3                       |
| Дрводељац — Сутјеска       | 2:2                       |
| Дијамант — Палилулац       | 4:2                       |
| ИТМ слободан               |                           |

| 19. коло, 6. априла 1958.   | 19. коло, 6. априла 1958. |
| --------------------------- | ------------------------- |
| Палилулац — Дрводељац       | 0:1                       |
| Сутјеска — Шећеранац        | 0:1                       |
| Бродоградитељ — Конструктор | 2:2                       |
| Поштар — Нови Београд       | 1:2                       |
| Млади пролетер — Синђелић   | 1:2                       |
| 21. Мај — ИТМ               | 1:2                       |
| Дијамант слободан           |                           |

| 20. коло, 13. априла 1958. | 20. коло, 13. априла 1958. |
| -------------------------- | -------------------------- |
| ИТМ — Млади пролетер       | 1:1                        |
| Синђелић — Нови Београд    | 2:1                        |
| Поштар — Бродоградитељ     | 0:0                        |
| Конструктор — Сутјеска     | 1:0                        |
| Шећеранац — Палилулац      | 2:3                        |
| Дрводељац — Дијамант       | 1:2                        |
| 21. Мај слободан           |                            |

| 21. коло, 20. априла 1958. | 21. коло, 20. априла 1958. |
| -------------------------- | -------------------------- |
| Дијамант — Шећеранац       | 5:1                        |
| Палилулац — Конструктор    | 0:2                        |
| Сутјеска — Поштар          | 1:2                        |
| Бродоградитељ — Синђелић   | 1:1                        |
| Нови Београд — ИТМ         | 2:0                        |
| Млади пролетер — 21. Мај   | 1:1                        |
| Дрводељац слободан         |                            |

| 22. коло, 27. априла 1958. | 22. коло, 27. априла 1958. |
| -------------------------- | -------------------------- |
| 21. Мај — Нови Београд     | 1:0                        |
| ИТМ — Бродоградитељ        | 1:2                        |
| Синђелић — Сутјеска        | 6:1                        |
| Поштар — Палилулац         | 0:1                        |
| Конструктор — Дијамант     | 1:1                        |
| Шећеранац — Дрводељац      | 2:2                        |
| Млади пролетер слободан    |                            |

| 23. коло, 4. маја 1958.       | 23. коло, 4. маја 1958. |
| ----------------------------- | ----------------------- |
| Дрводељац — Конструктор       | 0:3                     |
| Дијамант — Поштар             | 2:2                     |
| Палилулац — Синђелић          | 1:1                     |
| Сутјеска — ИТМ                | 1:1                     |
| Бродоградитељ — 21. Мај       | 1:0                     |
| Нови Београд — Млади пролетер | 2:3                     |
| Шећеранац слободан            |                         |

| 24. коло, 11. маја 1958.       | 24. коло, 11. маја 1958. |
| ------------------------------ | ------------------------ |
| Млади пролетер — Бродоградитељ | 1:1                      |
| 21. Мај — Сутјеска             | 0:0                      |
| ИТМ — Палилулац                | 3:1                      |
| Синђелић — Дијамант            | 0:3                      |
| Поштар — Дрводељац             | 1:2                      |
| Конструктор — Шећеранац        | 3:3                      |
| Нови Београд слободан          |                          |

| 25. коло, 18. маја 1958.     | 25. коло, 18. маја 1958. |
| ---------------------------- | ------------------------ |
| Шећеранац — Поштар           | 4:0                      |
| Дрводељац — Синђелић         | 0:1                      |
| Дијамант — ИТМ               | 2:2                      |
| Палилулац — 21. Мај          | 0:3                      |
| Сутјеска — Млади пролетер    | 1:1                      |
| Бродоградитељ — Нови Београд | 1:2                      |
| Конструктор слободан         |                          |

| 26. коло, 25. маја 1958.   | 26. коло, 25. маја 1958. |
| -------------------------- | ------------------------ |
| Нови Београд — Сутјеска    | 2:1                      |
| Млади пролетер — Палилулац | 3:1                      |
| 21. Мај — Дијамант         | 1:3                      |
| ИТМ — Дрводељац            | 2:3                      |
| Синђелић — Шећеранац       | 2:3                      |
| Поштар — Конструктор       | 5:1                      |
| Бродоградитељ слободан     |                          |

## Резултати по клубовима
|     | Клуб домаћин   | 1   | 2   | 3   | 4    | 5   | 6   | 7   | 8   | 9   | 10  | 11  | 12  | 13  |
| --- | -------------- | --- | --- | --- | ---- | --- | --- | --- | --- | --- | --- | --- | --- | --- |
| 1.  | Синђелић       | XXX | 3:1 | 4:1 | 2:1  | 1:0 | 0:0 | 2:3 | 5:1 | 1:1 | 6:1 | 0:1 | 0:3 | 4:0 |
| 2.  | Поштар         | 1:4 | XXX | 1:2 | 1:2  | 1:0 | 2:2 | 3:0 | 0:1 | 0:0 | 0:2 | 5:1 | 2:3 | 1:2 |
| 3.  | ИМТ            | 1:3 | 2:2 | XXX | 3:3  | 3:2 | 1:1 | 2:2 | 3:1 | 1:2 | 2:0 | 1:2 | 0:4 | 2:3 |
| 4.  | Нови Београд   | 0:2 | 1:0 | 2:0 | XXX  | 2:4 | 2:3 | 0:5 | 2:2 | 5:1 | 2:1 | 1:6 | 0:4 | 0:2 |
| 5.  | 21. Мај        | 0:3 | 1:0 | 3:1 | 1:0  | XXX | 0:1 | 3:3 | 3:3 | 4:2 | 0:0 | 1:2 | 1:3 | 1:3 |
| 6.  | Млади Пролетер | 1:2 | 0:3 | 0:1 | 6:4  | 1:1 | XXX | 3:1 | 3:1 | 1:1 | 3:2 | 1:2 | 0:2 | 2:0 |
| 7.  | Шећеранац      | 0:2 | 4:0 | 1:4 | 0:5  | 2:1 | 2:0 | XXX | 2:3 | 1:3 | 3:0 | 1:6 | 1:2 | 2:2 |
| 8.  | Палилулац      | 1:1 | 0:3 | 4:3 | 1:2  | 0:3 | 4:2 | 1:2 | XXX | 1:7 | 2:1 | 0:2 | 1:2 | 0:1 |
| 9.  | Бродоградитељ  | 1:1 | 3:1 | 2:7 | 1:2  | 1:0 | 4:5 | 0:0 | 0:2 | XXX | 1:2 | 2:2 | 4:1 | 3:3 |
| 10. | Сутјеска       | 1:2 | 1:2 | 1:1 | 1:10 | 0:1 | 1:1 | 0:1 | 1:4 | 0:1 | XXX | 2:2 | 1:1 | 0:2 |
| 11. | Конструктор    | 4:2 | 0:1 | 4:0 | 1:1  | 1:2 | 0:1 | 3:3 | 2:1 | 2:1 | 1:0 | XXX | 1:1 | 2:1 |
| 12. | Дијамант       | 3:4 | 2:2 | 2:2 | 3:1  | 2:3 | 0:1 | 5:1 | 4:2 | 2:3 | 0:2 | 2:2 | XXX | 4:1 |
| 13. | Дрводељац      | 0:1 | 2:2 | 1:1 | 0:2  | 0:3 | 1:3 | 3:1 | 4:5 | 3:2 | 1:2 | 0:3 | 1:2 | XXX |

| Легенда         | Боја |
| --------------- | ---- |
| Победа домаћина |      |
| Нерешено        |      |
| Пораз домаћина  |      |

## Статистика
| Статистички подаци                            | Статистички подаци                |
| --------------------------------------------- | --------------------------------- |
| Одиграно кола                                 | 26 од 26                          |
| Одиграно утакмица                             | 156 од 156                        |
| Број победа домаћих клубова                   | 48                                |
| Број утакмица без победника                   | 32                                |
| Број победа гостујућих клубова                | 76                                |
| Укупно датих голова                           | 557                               |
| Број голова по колу                           | 21,4                              |
| Број голова по утакмици                       | 3,6                               |
| Укупан број голова домаћих клубова            | 253                               |
| Укупан број голова домаћих клубова по колу    | 9,7                               |
| Укупан број голова гостујућих клубова         | 304                               |
| Укупан број голова гостујућих клубова по колу | 11,7                              |
| Највећа победа домаћег клуба                  | (+5) Синђелић — Сутјеска 6:1      |
| Највећа победа гостујућег клуба               | (-9) Нови Београд — Сутјеска 1:10 |
| Највише датих голова на утакмици              | (11) Нови Београд — Сутјеска 1:10 |

## Коначна табела
Новине Београдски футбал, Јун 1958 година
| М   | Клуб                        | Одиг. | Поб. | Нер. | Пор. | ГД | ГП | ГР  | Бод. |
| --- | --------------------------- | ----- | ---- | ---- | ---- | -- | -- | --- | ---- |
| 1.  | Синђелић, Београд           | 24    | 16   | 4    | 4    | 55 | 26 | 29  | 36   |
| 2.  | Конструктор                 | 24    | 15   | 5    | 4    | 54 | 30 | 24  | 35   |
| 3.  | Дијамант, Земун             | 24    | 13   | 5    | 6    | 57 | 36 | 21  | 31   |
| 4.  | Млади Пролетер, Београд     | 24    | 11   | 6    | 7    | 41 | 37 | 4   | 28   |
| 5.  | „21. Мај”, Кнежевац         | 24    | 10   | 4    | 10   | 38 | 35 | 3   | 24   |
| 6.  | Нови Београд,Нови Београд   | 24    | 10   | 3    | 11   | 50 | 50 | 0   | 23   |
| 7.  | Бродоградитељ, Нови Београд | 24    | 8    | 7    | 9    | 46 | 47 | -1  | 23   |
| 8.  | ИМТ,Нови Београд            | 24    | 7    | 7    | 10   | 44 | 50 | -6  | 21   |
| 9.  | Шећеранац, Београд          | 24    | 8    | 4    | 12   | 40 | 55 | -15 | 20   |
| 10. | Дрводељац, Забрежје         | 24    | 8    | 4    | 12   | 36 | 48 | -12 | 20   |
| 11. | Поштар, Београд             | 24    | 7    | 5    | 12   | 34 | 38 | -4  | 19   |
| 12. | Палилулац, Београд          | 24    | 8    | 3    | 13   | 41 | 58 | -17 | 19   |
| 13. | Сутјеска, Београд           | 24    | 4    | 5    | 15   | 23 | 49 | -26 | 13   |

| Првак Првог „Б” разреда у фудбалу 1957/58. |
| ------------------------------------------ |
|                                            |
| Синђелић, Београд                          |

|       | Опис                    |
| ----- | ----------------------- |
| М     | Место на табели         |
| Одиг. | Број одиграних утакмица |
| Поб.  | Број победа             |
| Нер.  | Број нерешених          |
| Пор.  | Број пораза             |
| ДГ    | Број датих голова       |
| ПГ    | Број примљених голова   |
| ГР    | Гол разлика             |
| БОД.  | Број освојених бодова   |

|  | Виши ранг: Подсавезна лига |
|  | Нижи ранг: Други Разред    |